# Hrabová
Hrabová es una localidad del distrito de Šumperk en la región de Olomouc, República Checa, con una población estimada a principio del año 2018 de 635 habitantes. 
Se encuentra ubicada en el centro-norte de la región, sobre la zona oriental de los montes Sudetes, cerca de la orilla del río Morava —un afluente izquierdo del Danubio— y de la frontera con Polonia y con la región de Pardubice.